# Provinz Loja

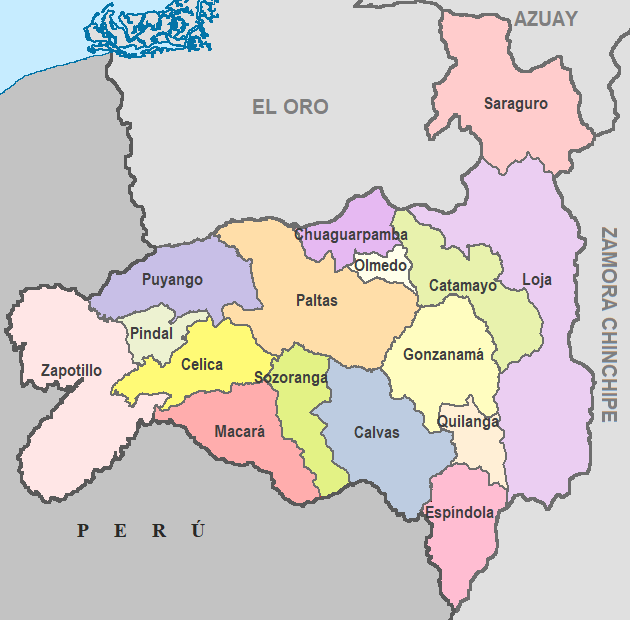
Karte der Provinz Loja mit Kantonen

Die Provinz Loja (span. Provincia de Loja) ist eine nach der Provinzhauptstadt Loja benannte Provinz in Ecuador, in der auf rund 11.000 km² etwa 490.000 Menschen leben.

## Lage
Loja ist die südlichste Provinz im ecuadorianischen Andenhochland.
Im Süden und Westen der Provinz liegt Peru, im Nordwesten die Provinz El Oro, im Norden die Provinz Azuay und im Osten die Provinz Zamora Chinchipe. Von Norden nach Süden durchquert die Panamericana die Provinz.

## Geschichte
Die Provinz Loja wurde als Teil des großkolumbianischen Departamento del Azuay durch das Gesetz über die territoriale Aufteilung (span. Ley de División Territorial) Großkolumbiens vom 25. Juni 1824 begründet. Nach der Staatsgründung Ecuadors (1830) blieb sie bestehen.
Entwicklung der Einwohnerzahl der Provinz Loja bei landesweiten Volkszählungen zum jeweiligen Gebietsstand:
| Jahr                    | Einwohner | +/-    |
| ----------------------- | --------- | ------ |
| 1950                    | 216.802   | –      |
| 1962                    | 285.448   | 31,7 % |
| 1974                    | 342.339   | 19,9 % |
| 1982                    | 360.767   | 5,4 %  |
| 1990                    | 384.698   | 6,6 %  |
| 2001                    | 404.835   | 5,2 %  |
| 2010                    | 448.966   | 10,9 % |
| 2022                    | 485.421   | 8,1 %  |
| Datenherkunft: Wikidata |           |        |

## Natur
Die Region ist bekannt für ihren Kaffeeanbau. Es wird rund 29.552 Hektar Kaffee angebaut, wodurch im Jahr etwa 130.000 Zentner Kaffee hergestellt werden. Touristen haben seit Ende 2013 die Möglichkeit, auf einer vom Tourismusministerium erarbeiteten Themenroute den angebauten Kaffee zu probieren.

## Kantone
Die Provinz Loja ist derzeit in 16 Kantone unterteilt. Diese sind (in der Reihenfolge ihrer Gründung):
1. Loja (eingerichtet 1824, Hauptort: Loja)
2. Calvas (eingerichtet 1824 als großkolumbianischer Kanton Cariamanga, Hauptort: Cariamanga)
3. Paltas (eingerichtet 1824, Hauptort: Catacocha)
4. Saraguro (eingerichtet 1878, Hauptort: Saraguro)
5. Celica (eingerichtet 1878, Hauptort: Celica)
6. Macará (eingerichtet 1902, zuvor zu Calvas gehörig, Hauptort: Macará)
7. Gonzanamá (eingerichtet 1943, zuvor zum Kanton Loja gehörig, Hauptort: Gonzanamá)
8. Puyango (eingerichtet 1947, zuvor zu Celica gehörig, Hauptort: Alamor)
9. Espíndola (eingerichtet 1970, zuvor zu Calvas gehörig, Hauptort: Amaluza)
10. Sozoranga (eingerichtet 1975, zuvor zu Calvas gehörig, Hauptort: Sozoranga; Sozoranga war 1861 bis 1863 Hauptort des Kantons Calvas)
11. Zapotillo (eingerichtet 1980, Hauptort: Zapotillo)
12. Catamayo (eingerichtet 1981, zuvor zum Kanton Loja gehörig, Hauptort: Catamayo)
13. Chaguarpamba (eingerichtet 1985, zuvor zum Kanton Paltas gehörig, Hauptort: Chaguarpamba)
14. Pindal (eingerichtet 1989, Hauptort: Pindal)
15. Quilanga (eingerichtet 1989, zuvor zu Gonzanamá gehörig, Hauptort: Quilanga)
16. Olmedo (eingerichtet 1997, zuvor zu Paltas gehörig, Hauptort: Olmedo)